# Hans Hess (Erfinder)

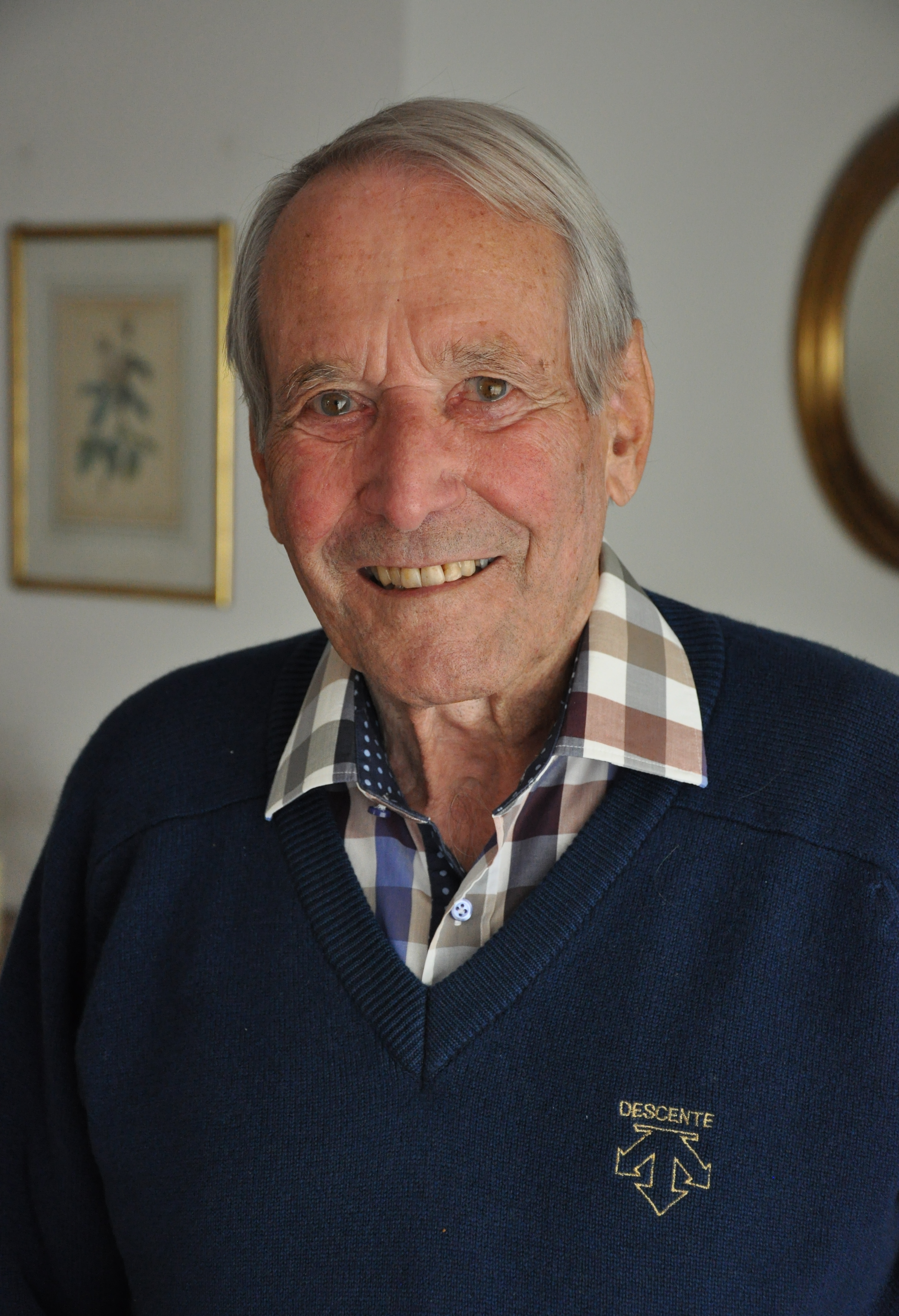
Hans Hess, 2014

Hans Hess (* 26. April 1932 in Oberdürnten; † 6. November 2022 in Winterthur) war ein Schweizer Erfinder und Pionier im Bereich moderner Sportbekleidung.

## Leben
Im Alter von acht Jahren zog Hans Hess mit seiner Familie nach Winterthur, wo er seine Schulzeit verbrachte und schliesslich eine Lehre als Mechaniker absolvierte. Später arbeitete er am Technikum des Kantons Zürich in Winterthur als Mechaniker für die Verfahrenstechnik in der Abteilung für Chemie. In seinem Wohnhaus in Schottikon (Gemeinde Elsau) begegnete er im Treppenhaus seinem Nachbarn und Tauchpionier Hannes Keller, der eine eigene Firma für die Entwicklung von Tauchgeräten hatte. Keller stellte Hans Hess im Jahr 1964 als Laborant und Mechaniker für das Druckkammerlabor ein. Als die beiden einen gemeinsamen Skiurlaub in Wengen verbrachten, besuchten sie das Lauberhornrennen. Dort fiel ihnen die flatternde Kleidung der Skirennfahrer auf und sie begannen daraufhin hautenge, aerodynamische Rennanzüge zu entwickeln. 1969 gründeten sie die Bekleidungsmarke Skin. 1970 kamen ihre Skirennanzüge bei den Skiweltmeisterschaften in Val Gardena erstmals an einem Wettkampf zum Einsatz und 1972 gewannen die Schweizer Skirennfahrer Marie-Theres Nadig und Bernhard Russi in den Anzügen der Schweizer Tüftler überraschend Gold bei den Olympischen Winterspielen in Sapporo. Im selben Jahr wurde Skin offizieller Ausrüster der Schweizer Ski-Nationalmannschaft. Hannes Keller stieg 1974 aus dem Geschäft aus und die Skin AG wurde liquidiert. Hans Hess gründete die Hess Sportengineering AG mit Sitz im thurgauischen Aadorf und machte alleine weiter.
Schon in den 1960er Jahren hatten die Bekleidungsentwickler Kontakte zur japanischen Sportbekleidungsfirma Descente geknüpft, die sich im Laufe der Jahre vertieften. Im Jahr 1978 verpflichtete Descente Hans Hess exklusiv als Forscher und Entwickler Descente wurde offizieller Ausrüster der Schweizer Skirennfahrer und ist dies bis heute.
Im Laufe seiner Karriere entwickelte Hans Hess in seinem Atelier in Aadorf Bekleidung für 30 Sportarten. Er erfand einen völlig neuen Schnitt und trieb die Entwicklung neuer Garne und Stoffe voran. Vor allem im Ski- und Velosport, bei den Skispringern und im Motorsport sorgten seine Erfindungen für Aufregung und neue Reglemente. Stark kritisiert wurde die so genannte «Fischhaut», ein plastifizierter Anzug, der extrem windschlüpfig war. Allerdings bremste der glatte Stoff auch nicht, wenn die Skirennfahrer stürzten. Ausserdem schwitzten die Athleten extrem in den luftundurchlässigen Anzügen. Deshalb wurde die «Fischhaut» 1975 von der Fédération Internationale de Ski verboten. Sie legte daraufhin für Rennanzüge eine minimale Luftdurchlässigkeit fest. Im Motorsport setzte Hess als einer der Ersten extrem feste Aramidfasern ein, bekannt unter dem Markennamen Kevlar. Das Seitenwagenduo Kurt Waltisperg und Rolf Biland ging 1984 erstmals in einer Kunstfaserkombi an den Start.
1994 liquidierte Hans Hess seine Sportengineering AG und setzte sich zur Ruhe. Er war verheiratet mit Edith Hess, Vater eines Sohnes und lebte in Elgg. Er starb im November 2022 im Alter von 90 Jahren in Winterthur.